# Bursard
Bursard és un municipi francès situat al departament de l'Orne i a la regió de Normandia. L'any 2007 tenia 195 habitants.

## Demografia

### Població
El 2007 la població de fet de Bursard era de 195 persones. Hi havia 80 famílies de les quals 24 eren unipersonals (16 homes vivint sols i 8 dones vivint soles), 20 parelles sense fills, 32 parelles amb fills i 4 famílies monoparentals amb fills.
La població ha evolucionat segons el següent gràfic:
Habitants censats

### Habitatges
El 2007 hi havia 105 habitatges, 78 eren l'habitatge principal de la família, 11 eren segones residències i 16 estaven desocupats. 95 eren cases i 10 eren apartaments. Dels 78 habitatges principals, 55 estaven ocupats pels seus propietaris, 20 estaven llogats i ocupats pels llogaters i 3 estaven cedits a títol gratuït; 2 tenien una cambra, 5 en tenien dues, 9 en tenien tres, 18 en tenien quatre i 44 en tenien cinc o més. 59 habitatges disposaven pel capbaix d'una plaça de pàrquing. A 33 habitatges hi havia un automòbil i a 38 n'hi havia dos o més.

### Piràmide de població
La piràmide de població per edats i sexe el 2009 era:
| Homes | Edats   | Dones |
| ----- | ------- | ----- |
| 0     | 95 o +  | 1     |
| 0     | 90 a 94 | 0     |
| 3     | 85 a 89 | 1     |
| 1     | 80 a 84 | 1     |
| 1     | 75 a 79 | 3     |
| 4     | 70 a 74 | 3     |
| 5     | 65 a 69 | 6     |
| 6     | 60 a 64 | 5     |
| 3     | 55 a 59 | 5     |
| 9     | 50 a 54 | 3     |
| 2     | 45 a 49 | 6     |
| 9     | 40 a 44 | 8     |
| 11    | 35 a 39 | 10    |
| 6     | 30 a 34 | 9     |
| 8     | 25 a 29 | 4     |
| 3     | 20 a 24 | 3     |
| 4     | 15 a 19 | 12    |
| 6     | 10 a 14 | 9     |
| 9     | 5 a 9   | 5     |
| 4     | 0 a 4   | 8     |

## Economia
El 2007 la població en edat de treballar era de 122 persones, 94 eren actives i 28 eren inactives. De les 94 persones actives 89 estaven ocupades (46 homes i 43 dones) i 5 estaven aturades (2 homes i 3 dones). De les 28 persones inactives 8 estaven jubilades, 12 estaven estudiant i 8 estaven classificades com a «altres inactius».

### Ingressos
El 2009 a Bursard hi havia 78 unitats fiscals que integraven 216,5 persones, la mediana anual d'ingressos fiscals per persona era de 16.536 €.

### Activitats econòmiques
L'únic establiment que hi havia el 2007 era d'una empresa de construcció.
L'únic servei als particulars que hi havia el 2009 era un guixaire pintor.
L'any 2000 a Bursard hi havia 10 explotacions agrícoles que ocupaven un total de 486 hectàrees.

## Poblacions més properes
El següent diagrama mostra les poblacions més properes.